# Chemikalien-Sanktionsverordnung
In der bundesdeutschen Chemikalien-Sanktionsverordnung (früher Chemikalien Straf- und Bußgeldverordnung) bezeichnet die Bundesregierung diejenigen Verstöße gegen unmittelbar geltende Vorschriften in Rechtsakten der Europäischen Gemeinschaften (EG) oder Europäischen Union (EU) zum Chemikalienrecht, die nach dem Chemikaliengesetz (Deutschland) (ChemG) als Ordnungswidrigkeit oder als Straftat zu ahnden sind. Die gelisteten Regelungen dieser EU-Verordnungen gelten zwar ohne besondere Umsetzung in nationales Recht, die zur Durchsetzung nötigen Sanktionen sind jedoch den einzelnen Mitgliedsstaaten vorbehalten. 
Die Verordnung verweist ausschließlich auf EU-Verordnungen zum Chemikalienrecht:
Straftaten und Ordnungswidrigkeitentatbestände aus den folgenden EU-Verordnungen werden unter Verweis auf die Straf- und Bußgeldregelungen im Chemikaliengesetz (ChemG) sanktioniert:
Abschnitt 1
```
	Zuwiderhandlungen gegen die 
Verordnung (EG) Nr. 1907/2006 (REACH)

	 	§ 1 Straftaten nach der Verordnung (EG) Nr. 1907/2006
	 	§ 2 Ordnungswidrigkeiten nach der Verordnung (EG) Nr. 1907/2006
```

Abschnitt 2
```
	Zuwiderhandlungen gegen die 
Verordnung (EG) Nr. 1272/2008 (CLP)

	 	§ 3 Ordnungswidrigkeiten nach der Verordnung (EG) Nr. 1272/2008
```

Abschnitt 3
```
	Zuwiderhandlungen gegen die 
Verordnung (EU) Nr. 528/2012 (Biozid-Verordnung)

	 	§ 4 Straftaten nach der Verordnung (EU) Nr. 528/2012
	 	§ 5 Ordnungswidrigkeiten nach der Verordnung (EU) Nr. 528/2012
```

Abschnitt 4
```
	Zuwiderhandlungen gegen die 
Verordnung (EU) Nr. 649/2012
 (über die Aus- und Einfuhr gefährlicher Chemikalien (PIC-Verordnung))
	 	§ 6 Straftaten nach der Verordnung (EU) Nr. 649/2012
	 	§ 7 Ordnungswidrigkeiten nach der Verordnung (EU) Nr. 649/2012
```

Abschnitt 5
```
	Zuwiderhandlungen gegen die Verordnung (EU) 2017/852 (über Quecksilber)
	 	§ 8 Straftaten nach der Verordnung (EU) 2017/852
	 	§ 9 Ordnungswidrigkeiten nach der Verordnung (EU) 2017/852
```

Abschnitt 6
```
	Zuwiderhandlungen gegen die 
Verordnung (EU) 2019/1021
 (über persistente organische Schadstoffe (EU-POP-Verordnung))
	 	§ 10 Straftaten nach der Verordnung (EU) 2019/1021
	 	§ 11 Ordnungswidrigkeiten nach der Verordnung (EU) 2019/1021
```

Abschnitt 7
```
	Zuwiderhandlungen gegen die Verordnung (EU) 2024/573 (über fluorierte Treibhausgase)
	 	§ 12 Straftaten nach der Verordnung (EU) 2024/573
	 	§ 13 Ordnungswidrigkeiten nach der Verordnung (EU) 2024/573
```

Abschnitt 8
```
	Zuwiderhandlungen gegen die Verordnung (EU) 2024/590 (über Stoffe, die zum Abbau der Ozonschicht führen)
	 	§ 14 Straftaten nach der Verordnung (EU) 2024/590
	 	§ 15 Ordnungswidrigkeiten nach der Verordnung (EU) 2024/590
```